# Eucharitolus lituratus
Eucharitolus lituratus là một loài bọ cánh cứng trong họ Cerambycidae.